# (2521) Heidi
(2521) Heidi es un asteroide perteneciente al cinturón de asteroides, descubierto el 28 de febrero de 1979 por Paul Wild desde el Observatorio de Berna-Zimmerwald, Berna, Suiza.

## Designación y nombre
Designado provisionalmente como 1979 DK. Fue nombrado Heidi en homenaje a Heidi libro infantil escrito por la escritora suiza Johanna Spyri.